# Wulgata sykstyńska
Wulgata sykstyńska – wydanie Wulgaty z roku 1590 autoryzowane przez papieża Sykstusa V. Pracę nad opracowaniem wydania Wulgaty rozpoczęto w 1561 roku, pracowały nad nim trzy kolejne komisje, jednak zniecierpliwiony Sykstus V w końcu sam przygotował wydanie. Wykorzystane zostały dobre rękopisy, jednak edycja przygotowana w pośpiechu zawierała błędy i dlatego już w 1592 roku zastąpiona została następnym wydaniem – Wulgatą klementyńską. We współczesnych krytycznych wydaniach tekstu biblijnego Wulgata sykstyńska jest rzadko cytowana.

## Praca komisji

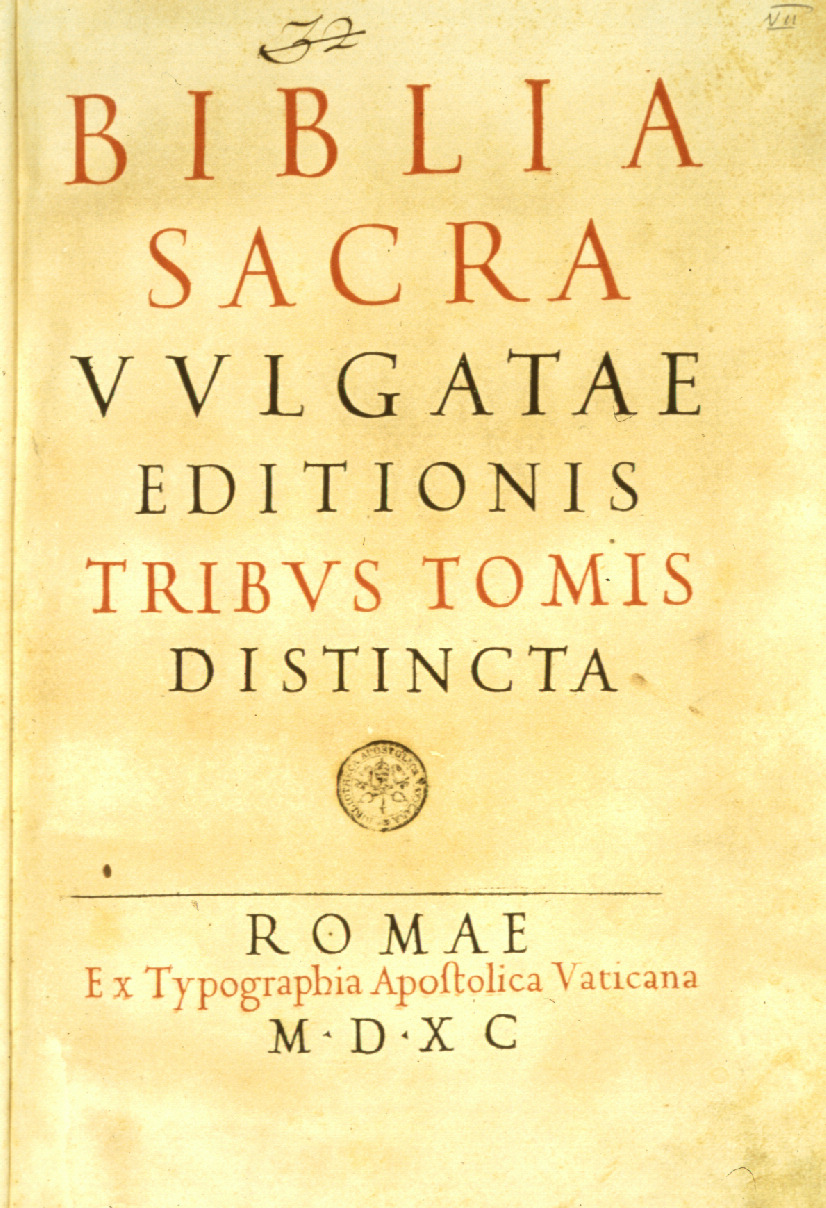
Wulgata sykstyńska

Podczas IV Sesji Soboru Trydenckiego orzeczono, że starożytne wydanie Wulgaty ma być uznane za tekst autentyczny i jedyny dopuszczalny w liturgii, nauczaniu i rozprawach, zaś przewodniczący Soboru poprosił papieża o zainicjowanie prac nad opracowaniem autentycznego tekstu Pisma Świętego Wulgaty. Po zakończeniu Soboru Trydenckiego powstawały kolejne komisje, których zadaniem było opracowanie zrewidowanej, autoryzowanej wersji Wulgaty. 
Pierwszą taką komisję (pod przewodnictwem czterech kardynałów) powołał Pius IV w 1561 roku, jednak praca tej komisji posuwała się powoli i utknęła w miejscu ze względu na brak możliwości uzgodnienia zasad działania. 
Drugą komisję powołał w 1569 roku Pius V (Congregatio pro emendatione Bibliorum), należeli do niej kardynałowie Marco Antonio Colonna, Guglielmo Sirleto, Ludovico Madruzzo, Jérôme Souchier i Antonio Carafa. Komisja odbyła w sumie 26 sesji roboczych. Sirleto skolacjonował Codex Amiatinus na potrzeby przygotowywanego wydania, natomiast Carafa Codex Carafianus. Jednak prace komisji zostały przerwane za papieża Grzegorza XIII. Sugerowano, że odpowiedzialnym za przerwanie prac tej komisji jest Grzegorz XIII.
Trzecią komisję powołał Sykstus V w 1586 roku, a na jej czele stanął kard. Carafa, który wykorzystał swoje doświadczenie oraz dorobek zdobyty podczas prac poprzedniej komisji. Wykorzystano dobre rękopisy takie jak: Codex Hentenius, Amiatinus, Carafianus i Legionensis, jednak podstawą tekstualną było wydanie lowańskie z 1583 roku.

## Wydanie
Po dwóch latach komisja przedstawiła papieżowi wyniki swoich prac – był to gruby foliał krytycznej edycji Wulgaty lowańskiej z 1583 roku z naniesionymi licznymi poprawkami tekstu. Gdyby Sykstus V zaakceptował tekst opracowany przez kard. Carafa, to wydany przezeń tekst byłby satysfakcjonujący pod względem krytycznym. Jednak przygotowany tekst łaciński odbiegał od oczekiwań Sykstusa, który nie zaakceptował wyników prac tej komisji i postanowił opracować własną autoryzowaną edycję Wulgaty. Jednym ze źródeł, w oparciu o które dokonywał korekt, był Codex Carafianus. Zmienił układ rozdziałów, numerów wierszy i wariantów manuskryptu według własnego uznania. Edycja przygotowana została w pośpiechu, była niedoskonała pod względem krytycznym, ponadto zawierała liczne błędy drukarskie. Wydanie ukazało się w maju 1590 roku, a poprzedzone zostało bullą promulgacyjną Aeternus Ille (1 marca 1590) nakazującą pod karą ekskomuniki przyjęcie swej wersji Wulgaty jako jedynej prawdziwej i autentycznej, do prywatnego i publicznego czytania, wyjaśniania i do kazań, zakazując jednocześnie jakichkolwiek wznowień Wulgaty w okresie krótszym niż 10 lat oraz nakładając automatycznie ekskomunikę większą na każdego, kto wyda Wulgatę różniącą się od edycji sykstyńskiej nawet w najmniejszej części. W bulli tej wyłożył też zasady, które jego zdaniem zostały zastosowane w tej edycji: wykorzystano starożytne rękopisy, a w przypadku niezgodności rękopisów sięgano po tekst hebrajski bądź grecki. Nie trzymał się jednak tych zasad konsekwentnie. Pełny tytuł wydania brzmi: Biblica Sacra Vulgatae editionnis, ad Concilii Tridenti praescriptum emendata et a Sixto V P. M. recognita et approbata.
Pod względem tekstuologicznym Wulgata sykstyńska bliska jest wydaniu Stefanusa. Obecnie w wydaniach krytycznych oznaczana jest przez siglum vgs.

## Dalsze losy wydania
Po kilku miesiącach papież nagle zmarł (27 sierpnia 1590), a kardynałowie i biskupi już 5 września postanowili uczynić wszystko, aby zapobiec rozprzestrzenianiu się Biblii sykstyńskiej. Jezuici dostali polecenie wykupienia wszystkich dostępnych egzemplarzy Wulgaty sykstyńskiej. Jednak nie dało się wykupić wszystkich egzemplarzy – zachował się m.in. jeden egzemplarz w bibliotece uniwersyteckiej w Oksfordzie (Bodleian Library), inny w Londynie. Jeden z egzemplarzy znajduje się dzisiaj w Bibliotece Watykańskiej – Codex Vaticanus latinus 9509. Oficjalnym wyjaśnieniem dla tej akcji były błędy zawarte w wydaniu. Dzisiaj jednak przyjmuje się, że była to zemsta jezuitów za umieszczenie książki Bellarmina w Indeksie ksiąg zakazanych.

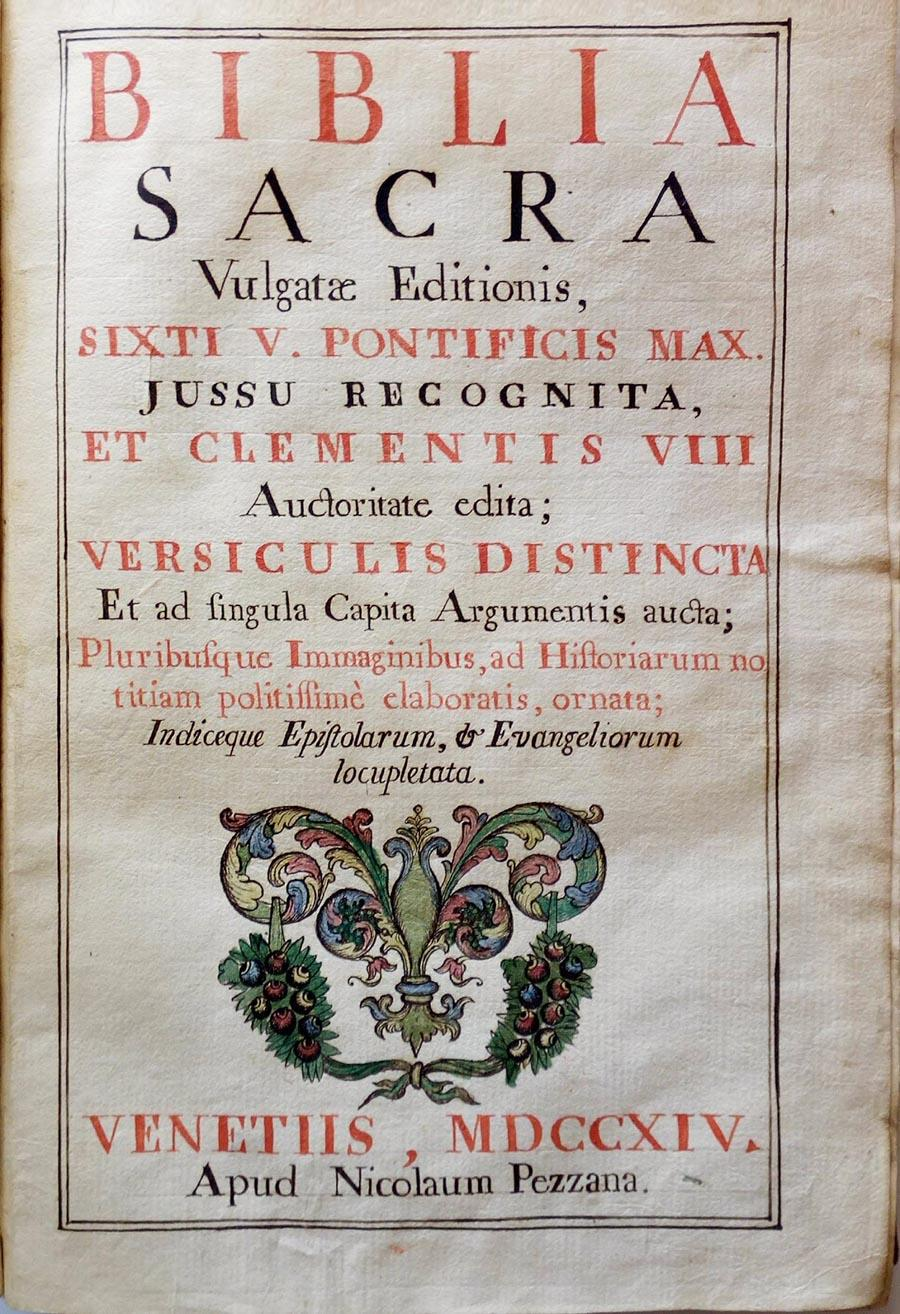
Wulgata klementyńska, wydanie z roku 1714

Gdy papieżem został Grzegorz XIV, jezuita Bellarmin wyjednał u niego ustanowienie nowej komisji w celu usunięcia pewnych, jego zdaniem niemożliwych do przyjęcia, poprawek oraz błędów drukarskich, a edycję sykstyńską nazwał jednym z największych skandali w Kościele katolickim. W 1592 roku wydana została Wulgata klementyńska, różniła się od sykstyńskiej w około 4900 miejscach.

## Różnice względem wydania lowańskiego
W Księdze Rodzaju 40-50 dokonano 43 korekt względem wydania lowańskiego (w oparciu o kodeks Carafianus):
40,8 – nunquam ] numquam

40,14 – tibi bene ] bene tibi

41,13 – quicquid ] quidquid

41,19 – nunquam ] numquam

41,20 – pecoribus ] prioribus

41,39 – nunquid ] numquid

41,55 – quicquid ] quidquid

42,4 – quicquam ] quidquam

42,11 – quicquam ] quidquam

42,13 – at illi dixerunt ] at illi

42,22 – nunquid ] numquid

42,38 – adversitatis ] adversi

43,3 – denuntiavit ] denunciavit

43,5 – denuntiavit ] denunciavit

43,7 – nunquid ] numquid

43,19 – dispensatorem ] dispensatorem domus

43,30 – lachrymae ] lacrymae

44,4 – ait surge ] surge

44,29 – maerore ]moerore

45,13 – nuntiate ] nunciate

45,20 – dimittatis ] demittatis

45,20 – auicquam ] quidquam

45,23 – tantundem ] tantumdem

45,23 – addens eis ] addens et

45,26 – nuntiaverunt ] nunciaverunt

46,10 – Chananitidis ] Chanaanitidis

46,10 – Cahath ] Caath

46,13 – Simeron ] Semron

46,16 – Sephon ] Sephion

46,16 – Aggi ] Haggi

46,16 – et Esebon et Suni ] et Suni et Esebon

46,17 – Jamma ] Jamme

46,22 – quatuordecim ] quattuordecim

46,26 – cunctaeque ] cunctae

46,28 – nuntiaret ] nunciaret

46,28 – et ille occurreret ] et occurreret

46,31 – nuntiabo ] nunciabo

47,1 – nuntiavit ] nunciavit

47,9 – peregrinationis vitae meae ] peregrinationis meae

47,24 – quatuor ] quattuor

47,31 – Dominum ] Deum

48,1 – nuntiatum ] nunciatum

49,1 – annuntiem ] annunciem
Wśród owych 43 korekt, 31 ma charakter gramatyczny, z których 6 jest poprawnych.
Zmiany wersyfikacji
W trzydziestu pierwszych rozdziałach Księgi Rodzaju dokonano następujących zmian:
| 1 – 31 . . . . 29 2 – 25 . . . . 20 3 – 24 . . . . 20 4 – 26 . . . . 26 5 – 31 . . . . 30 6 – 22 . . . . 19 7 – 24 . . . . 19 8 – 22 . . . . 20 9 – 29 . . . . 24 10 – 32 . . . . 26 11 – 32 . . . . 31 12 – 20 . . . . 18 13 – 18 . . . . 18 14 – 24 . . . . 16 15 – 21 . . . . 17 | 16 – 16 . . . . 14 17 – 27 . . . . 25 18 – 33 . . . . 37 19 – 38 . . . . 34 20 – 18 . . . . 16 21 – 34 . . . . 31 22 – 24 . . . . 18 23 – 20 . . . . 15 24 – 67 . . . . 54 25 – 34 . . . . 27 26 – 34 . . . . 26 27 – 46 . . . . 33 28 – 22 . . . . 14 29 – 35 . . . . 31 30 – 43 . . . . 36 |

## Krytyka
Protestanci wykorzystali sytuację do polemiki z Kościołem katolickim. Thomas James w swoim Bellum Papale sive Concordia discors (1600) sporządził długą listę różnic zachodzących pomiędzy Wulgatą sykstyńską a klementyńską. Z kolei tłumacze King James Version, we wstępie do pierwszej edycji z 1611 roku, zarzucili papieżowi targnięcie się na Słowo Boże.
We współczesnych krytycznych wydaniach tekstu biblijnego Wulgata sykstyńska albo w ogóle nie jest cytowana, albo cytowana jest rzadko. Nie cytuje jej Stuttgartiana, nie cytują wydania greckiego Nowego Testamentu przygotowywane przez United Bible Societies. Cytowana jest natomiast w wydaniu greckiego Nowego Testamentu Nestle-Alanda, jakkolwiek rzadko.